# SN 1954ac
SN 1954ac – niepotwierdzona supernowa odkryta 4 października 1954 roku w galaktyce M+05-02-42. W momencie odkrycia miała maksymalną jasność 18,00m.